# Alice Schmidt
Alice Schmidt, geborene Murawski (* 24. Juni 1916 in Greiffenberg; † 1. August 1983 in Bargfeld), war seit dem 21. August 1937 die Ehefrau des deutschen Schriftstellers Arno Schmidt (1914–1979). Sie „korrigierte seine Übersetzungen, fertigte Reinschriften an, führte fast alle Korrespondenzen und pflegte berufliche und private Kontakte“. Sie hat in mehreren veröffentlichten Tagebüchern Arno Schmidts Alltagsleben sowie die Entstehung seines Werks dokumentiert und gemeinsam mit Jan Philipp Reemtsma die Arno Schmidt Stiftung gegründet.

## Leben
Alice Murawski lernte den zwei Jahre älteren Arno Schmidt an ihrem Arbeitsplatz in den Greiff-Werken kennen, wo beide beschäftigt waren. Nach der Hochzeit am 21. August 1937 wohnte das Ehepaar, das bewusst kinderlos blieb, zunächst bei Arno Schmidts Mutter in Lauban und zog 1938 in die Werkssiedlung der Greiff-Werke in Greiffenberg (Schlesien) um. Nach dem Krieg wohnten die Eheleute in Cordingen (1946), Gau-Bickelheim (Rheinhessen) (1950), Kastel an der Saar (1951), Darmstadt (1955) und schließlich ab 1958 in Bargfeld (Kreis Celle).
Arno Schmidt verlangte von seiner Frau, dass sie nach der Heirat ihre Berufstätigkeit aufgab, obwohl sie diese gerne fortgesetzt hätte: „Seit ihrer Hochzeit im August 1937 hatte Alice Schmidt [...] ihr eigenes Leben so weitgehend in den Dienst ihres Mannes gestellt, dass sie fast vollständig in seinem Schatten aufging. Mit ihren Tagebüchern tritt sie posthum daraus hervor, doch belegen ihre Notizen auch, dass es, wie Jan Philipp Reemtsma einmal feststellte, «einfachere Lebenswege in der Welt gibt, als den, die Frau Arno Schmidts zu sein».“
Susanne Fischer, die Herausgeberin von Alice Schmidts Tagebüchern, fasst Alice Schmidts besondere Bedeutung für Arno Schmidts Leben, Werk und Wirkung so zusammen:

„Alice Schmidt hielt den Kontakt zur Außenwelt und zum literarischen Leben, als Arno Schmidt das nicht mehr tun mochte. Darüber hinaus arbeitete sie für ihren Mann als Erstleserin, Übersetzungshelferin, Chronistin, Assistentin in Verlagsgeschäften, Sekretärin und letztlich auch als Hausfrau. Wer beklagt, wie es denn sein könne, dass das männliche Genie von einer so bodenständigen, nur wenig gebildeten Ehefrau durch das Leben begleitet wurde, hat nicht verstanden, dass hier ein Team am Werk war: Sicher nicht während des kreativen Prozesses, aber in allem anderen, was zu Beruf und Leben gehörte.“

Nach Arno Schmidts Tod gründete Alice Schmidt 1981 gemeinsam mit Jan Philipp Reemtsma die Arno Schmidt Stiftung, deren Gründungsvorstand die beiden waren. Von 1975 bis zu ihrem Tod hielt sie brieflich und telefonisch Kontakt zu Hans Wollschläger, dessen Briefe und Besuchswünsche Arno Schmidt seit Herbst 1972 ignoriert hatte. Alice Schmidt starb am 1. August 1983 in Bargfeld.

## Werke
- Tagebücher der Jahre 1948/49. Herausgegeben von Susanne Fischer. Suhrkamp, Berlin 2018, ISBN 978-3-518-80420-9.
- Tagebuch aus dem Jahr 1954. Herausgegeben von Susanne Fischer. Mit einem Vorwort von Jan Philipp Reemtsma und einem editorischen Nachwort von Susanne Fischer. Suhrkamp, Frankfurt am Main 2004, ISBN 978-3-518-80220-5.
- Tagebuch aus dem Jahr 1955. Herausgegeben von Susanne Fischer. Suhrkamp, Frankfurt am Main 2008, ISBN 978-3-518-80230-4.
- Tagebuch aus dem Jahr 1956. Herausgegeben von Susanne Fischer. Suhrkamp, Frankfurt am Main 2011, ISBN 978-3-518-80330-1.
- SchwarzWeißAufnahme. Fotografien von Arno und Alice Schmidt aus drei Jahrzehnten. Herausgegeben und mit einem Nachwort von Janos Frecot. Suhrkamp, Frankfurt am Main 2009. ISBN 978-3-518-80250-2.